# Luna Park (Leipzig)
Pour les articles homonymes, voir Luna Park.

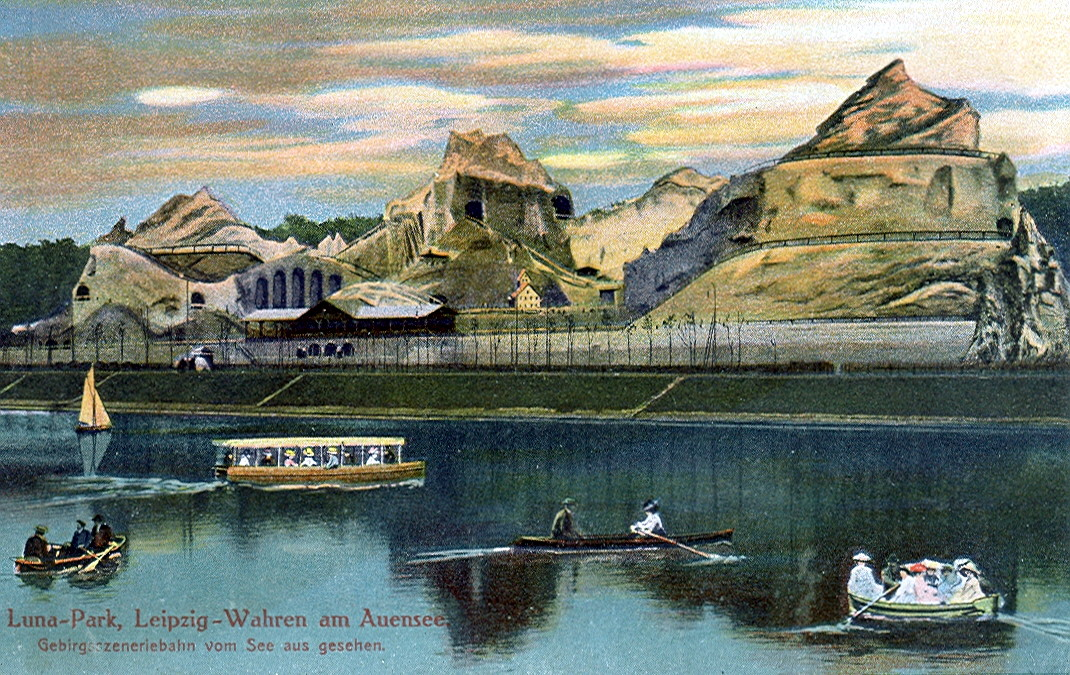
Carte postale de 1914 présentant les montagnes russes de Luna Park, Leipzig.

Luna Park est un ancien parc d'attractions près de Leipzig, en Allemagne, exploité de 1912 à 1932. Il a été construit aux abords du lac d'Auensee. Le parc comprenait un scenic railroad, un hippodrome, une salle de bals, des restaurants et une plage publique.

## Histoire

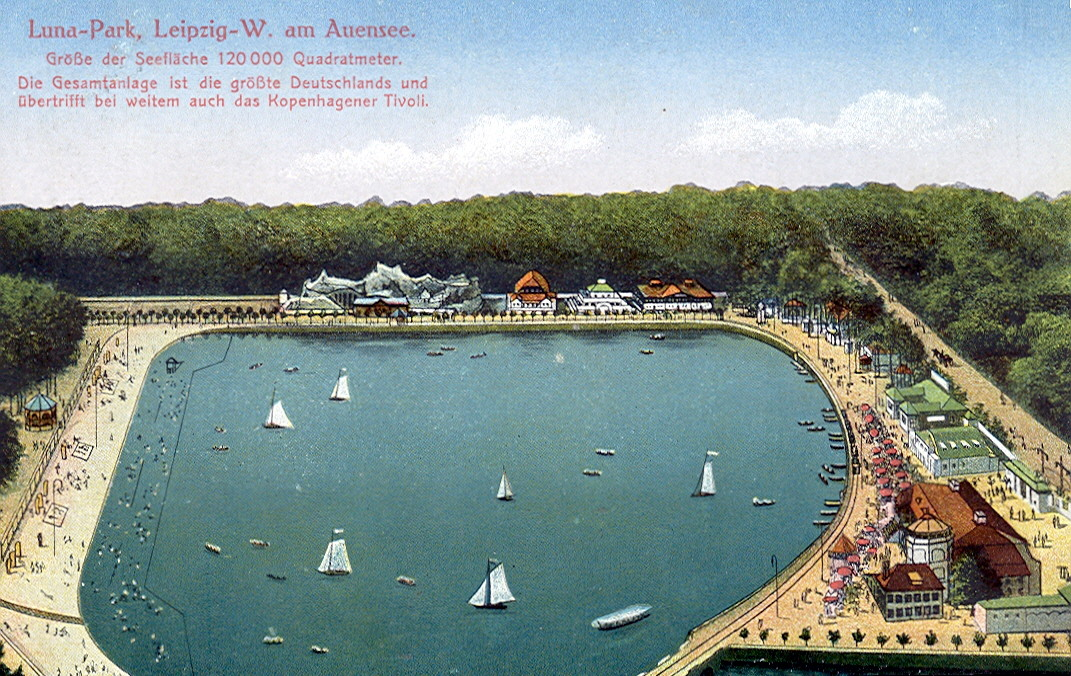
Carte postale de 1914 du parc autour du lac (ce lac a 120000 m2 de surface). On y distingue la plage, à gauche. Sur la carte est écrit : « L'installation est la plus grande d'Allemagne et dépasse de loin même les jardins de Tivoli à Copenhague. »

Le site choisi se situe sur une ancienne gravière d'Auensee (Leipzig). En 1911 commence la construction du restaurant principal, qui se nomme actuellement Haus Auensee. La marque allemande « Luna-Park » pour le parc est officiellement créée le 4 mai 1912. En 1913, la plage est inaugurée à Auensee. Le 13 octobre de la même année voit l'apparition d'un petit manège, le Luna express. Entre 1912 et 1914, divers restaurants et des manèges sont édifiés autour du lac. Un hippodrome est créé, ainsi qu'un décor de montagne où circule un petit train (une seule fois sous forme de montagnes russes). Le 5 mai 1914, on donne au restaurant principal sa forme définitive. Le Luna Park s'est distingué à cette époque comme « le plus grand établissement de divertissement en Allemagne, avec une surface d'un demi-million de mètres carrés. » 
Très populaire avant la première guerre mondiale, le Luna Park commence à péricliter vers la fin des années 1920 et au début des années 1930, entrainé par les effets de la Grande Dépression. Le parc cesse son activité le 13 janvier 1932. La plupart des installations de loisirs dans le parc sont démolis.
Après la fermeture du parc, le restaurant principal reste cependant ouvert et est rebaptisé en 1936 « Haus Auensee ». En 1941, le terrain du parc devient propriété de la ville de Leipzig.